# Gattendorf (Burgenland)
Gattendorf (ungarisch Gáta, Lajtakáta; kroatisch Raušer) ist eine Gemeinde mit 1518 Einwohnern (Stand 1. Jänner 2025) im Bezirk Neusiedl am See im Burgenland in Österreich.

## Geografie

### Gemeindegliederung
Gattendorf ist der einzige Ort in der Gemeinde.

### Nachbargemeinden
| Potzneusiedl         | Prellenkirchen (BL)                         | Pama |
| Neudorf bei Parndorf | Kompassrose, die auf Nachbargemeinden zeigt |      |
|                      | Zurndorf                                    |      |

## Geschichte
Der Ort gehörte wie das gesamte Burgenland bis 1920/21 zu Ungarn (Deutsch-Westungarn). Seit 1898 musste aufgrund der Magyarisierungspolitik der Regierung in Budapest der ungarische Ortsname Gáta verwendet werden. Nach Ende des Ersten Weltkriegs wurde nach zähen Verhandlungen Deutsch-Westungarn in den Verträgen von St. Germain und Trianon 1919 Österreich zugesprochen. Der Ort gehört seit 1921 zum neu gegründeten Bundesland Burgenland (siehe auch Geschichte des Burgenlandes).
Erstmals urkundlich erwähnt wurde Gattendorf 1209 als „Kata“ in der Grenzbeschreibung von Csallo. Im Gemeindegebiet stand aber schon 1146 eine hölzerne Kapelle. Dort soll nach der Schlacht der zehnjährige Ungarkönig Géza II., Sohn Bélas II., wehrhaft gemacht worden sein. 1264 wurde der Ort von Grenzwächtern für das ungarische Gyepűsystem besiedelt, die 1339 von König Karl I. in ihren alten Rechten bestätigt wurden. In der Folge wechselte der Ort häufig den Eigentümer oder gehörte mehreren Grundherren zugleich. Von diesen waren das bedeutendste Geschlecht die Herren von Rauscher. Während ihrer Grundherrschaft wurden um 1550 Kroaten im Ort angesiedelt. Später gehörte der Ort der Familie Esterházy. Nach der Aufhebung der Zins- und Robotleistungen kam der im Besitz der Familie Esterházy verbliebene Gutshof Gattendorf an die Familie Czell, in deren Besitz er heute noch ist.
Von ca. 1720 bis 1938 gab es eine jüdische Gemeinde in Gattendorf, die aber nach einem Höchststand von 206 Personen im Jahr 1857 immer kleiner wurde, sodass sie 1885 an die jüdische Gemeinde von Kittsee angeschlossen werden musste. 1934 wohnten nur mehr 19 Juden in Gattendorf, von denen einige der Shoah zum Opfer fielen. An diese jüdische Gemeinde erinnert heute nur noch der Jüdische Friedhof Gattendorf außerhalb der Ortschaft.
Gattendorf verlor zu Beginn des 20. Jahrhunderts seine kroatische Mehrheit; bis in die Gegenwart ist auch die kroatischsprachige Minderheit – wenn überhaupt – nur mehr auf vereinzelte Sprecher zusammen geschmolzen. Die Entwicklung des Anteils der Kroaten an der Gesamtbevölkerung zeigt sich wie folgt:
1910: 36,5 %; 1923: 40,7 %; 1934: 29,8 %; 1951: 5,0 %, 2001: 1,2 %.
Der Ort verzeichnet bis in die Zwischenkriegszeit auch einen relativ  hohen Anteil ungarischsprachiger Bevölkerung (1910: 20,9 %; 1923: 16,1%; 1934: 14,8 %). Zuletzt (2001) lag dieser bei 2,9 % (Wohnbevölkerung mit österreichischer Staatsbürgerschaft).
Die Gemeinden Gattendorf, Neudorf und Potzneusiedl wurden 1971 durch Zusammenlegung zur Gemeinde Gattendorf-Neudorf. Nach der Trennung der Gemeinden am 1. Jänner 1990 erlangte jede wieder ihre Eigenständigkeit und die Gemeinde Gattendorf wieder ihre Selbstverwaltung.

Maßstab 1:25.000 (Mitte unten), links ist der Bereich des Militärlagers in Bruck an der Leitha nur schematisch dargestellt
Maßstab 1:12.500 mit Wangheim, dem Zehenthof und dem St.-Anna-Kloster

## Kultur und Sehenswürdigkeiten
- Katholische Pfarrkirche Gattendorf
- Jüdischer Friedhof Gattendorf
- Altes und neues Schloss: Das alte Schloss ist ein mächtiger Zweiflügelbau mit einer Kernsubstanz aus dem 17. Jahrhundert. Das rustizierte Portal in der siebenachsigen Hauptfront stammt aus dem 17. Jahrhundert und die ionischen Riesenpilaster aus der 2. Hälfte des 18. Jahrhunderts.
- Kapelle hl. Anna: Sie wurde südwestlich von Gattendorf auf einer Anhöhe als Grabkapelle für den in Gattendorf ansässigen Familienzweige der Esterházy 1712 von Gräfin Maria Esterházy (1668–1720) errichtet.

## Wappen
In einem von Gold und Rot gespaltenen Schild, vorne ein grüner mit Blättern besäter Laubbaum, hinten ein nach rechts gewendeter gekrönter goldener Greif, in der erhobenen Linken ein Krummsäbel, in der vorgestreckten Rechten drei goldene bestängelte, weiß besamte Rosen haltend.

## Wirtschaft und Infrastruktur

### Bildung
- Kindergarten
- Volksschule

## Politik

### Gemeinderat
Der Gemeinderat umfasst aufgrund der Einwohnerzahl insgesamt 19 Mitglieder.
| Partei          | 2022             | 2022             | 2022             | 2017             | 2017             | 2017             | 2012             | 2012             | 2012             | 2007             | 2007             | 2007             | 2002             | 2002             | 2002             | 1997             | 1997             | 1997             |
| Partei          | Sti.             | %                | M.               | Sti.             | %                | M.               | Sti.             | %                | M.               | Sti.             | %                | M.               | Sti.             | %                | M.               | Sti.             | %                | M.               |
| --------------- | ---------------- | ---------------- | ---------------- | ---------------- | ---------------- | ---------------- | ---------------- | ---------------- | ---------------- | ---------------- | ---------------- | ---------------- | ---------------- | ---------------- | ---------------- | ---------------- | ---------------- | ---------------- |
| SPÖ             | 587              | 52,98            | 10               | 389              | 43,42            | 8                | 376              | 43,02            | 9                | 370              | 44,36            | 9                | 276              | 33,17            | 6                | 262              | 32,67            | 5                |
| ÖVP             | 457              | 41,25            | 8                | 394              | 43,97            | 9                | 353              | 40,39            | 8                | 342              | 41,01            | 8                | 239              | 28,73            | 6                | 230              | 28,68            | 4                |
| LIGA A1         | 64               | 5,78             | 1                | 45               | 5,02             | 1                | 70               | 8,01             | 1                | 76               | 9,11             | 1                | nicht kandidiert | nicht kandidiert | nicht kandidiert | nicht kandidiert | nicht kandidiert | nicht kandidiert |
| FPÖ             | nicht kandidiert | nicht kandidiert | nicht kandidiert | 68               | 7,59             | 1                | 75               | 8,58             | 1                | 46               | 5,52             | 1                | 65               | 7,81             | 1                | 94               | 11,72            | 2                |
| LIKO A2         | nicht kandidiert | nicht kandidiert | nicht kandidiert | nicht kandidiert | nicht kandidiert | nicht kandidiert | nicht kandidiert | nicht kandidiert | nicht kandidiert | nicht kandidiert | nicht kandidiert | nicht kandidiert | 252              | 30,29            | 6                | 216              | 26,93            | 4                |
| Wahlberechtigte | 1376             | 1376             | 1376             | 1202             | 1202             | 1202             | 1146             | 1146             | 1146             | 1066             | 1066             | 1066             | 1041             | 1041             | 1041             | 942              | 942              | 942              |
| Wahlbeteiligung | 86,48 %          | 86,48 %          | 86,48 %          | 82,28 %          | 82,28 %          | 82,28 %          | 82,20 %          | 82,20 %          | 82,20 %          | 83,58 %          | 83,58 %          | 83,58 %          | 86,74 %          | 86,74 %          | 86,74 %          | 91,19 %          | 91,19 %          | 91,19 %          |

### Gemeindevorstand
Neben Bürgermeister Robert Kovacs (SPÖ) und Vizebürgermeister Thomas Ranits (ÖVP) gehören weiters Heinz Szöky (SPÖ), Sylvia Rappold (SPÖ) und Barbara Laschitz (ÖVP) dem Gemeindevorstand an.

### Bürgermeister
Bürgermeister war von 2007 bis 2021 Franz Vihanek (ÖVP). Bei der Bürgermeisterdirektwahl 2017 setzte er sich im ersten Wahlgang mit 50,97 % gegen seine beiden Konkurrenten Karl Helm (SPÖ, 42,97 %) und Reinhard Reiter (Liste Gattendorf, 6,05 %) durch. Vihaneks Vorgänger war Josef Kovacs (1987 bis 1997: SPÖ und 1997 bis 2007: Liste Kovacs), der von 1987 bis 2007 das Amt bekleidete und 2007 zurücktrat. Nach dem Rückzug von Franz Vihanek 2021 in den Ruhestand wurde Thomas Ranits (ÖVP) am 1. Oktober 2021 zu dessen Nachfolger aus der Mitte des Gemeinderates mit Stimmenmehrheit (10 zu 8 zu 1 Stimmen) gewählt.
Bei der Bürgermeisterdirektwahl 2022 setzte sich im ersten Wahlgang Robert Kovacs (SPÖ) mit 652 Stimmen und 55,58 % gegen seine beiden Konkurrenten Thomas Ranits (ÖVP,  481 Stimmen und 41,01 %) und Reinhard Reiter (Liste Gattendorf, 40 Stimmen und 3,41 %) durch.
Vizebürgermeister seit 2022 ist Thomas Ranits (ÖVP).
Bürgermeister-Historie
- 1987–2007: Josef Kovacs (SPÖ/LIKO)
- 2007–2021: Franz Vihanek (ÖVP)
- 2021–2022: Thomas Ranits (ÖVP)
- seit 2022: Robert Kovacs (SPÖ)

## Persönlichkeiten

### Ehrenbürger der Gemeinde
- Oskar Helmer (1887–1963), Politiker und Innenminister Österreichs der Nachkriegszeit
- Ervin Kovacs (* 1943), ungarischer Unternehmer und Ehrenbürger aufgrund besonderer Verdienste
- Daniel Graf Esterházy von Galántha (1843–1923) wurde laut Beschluss vom 3. Juni 1923 das Ehrenbürgerrecht verliehen.
- Otto Habsburg (1912–2011)
- Ing. Hans Sylvester (1897–1939) 
Mit Beschluss des Gemeinderates vom 26. März 1938 wurde dem ernannten Landeshauptmann des Burgenlandes Hans Sylvester und dem Kaisersohn Otto von Habsburg, auf politischen Druck der neuen Machthaber die Ehrenbürgerschaft aberkannt. Dieser Beschluss wurde vom Gemeinderat der Gemeinde Gattendorf am 27.06.2023 revidiert, somit gelten der ehemalige Landeshauptmann des Burgenlandes Hans Sylvester und der Kaisersohn Otto von Habsburg als Ehrenbürger der Gemeinde Gattendorf.

## Galerie

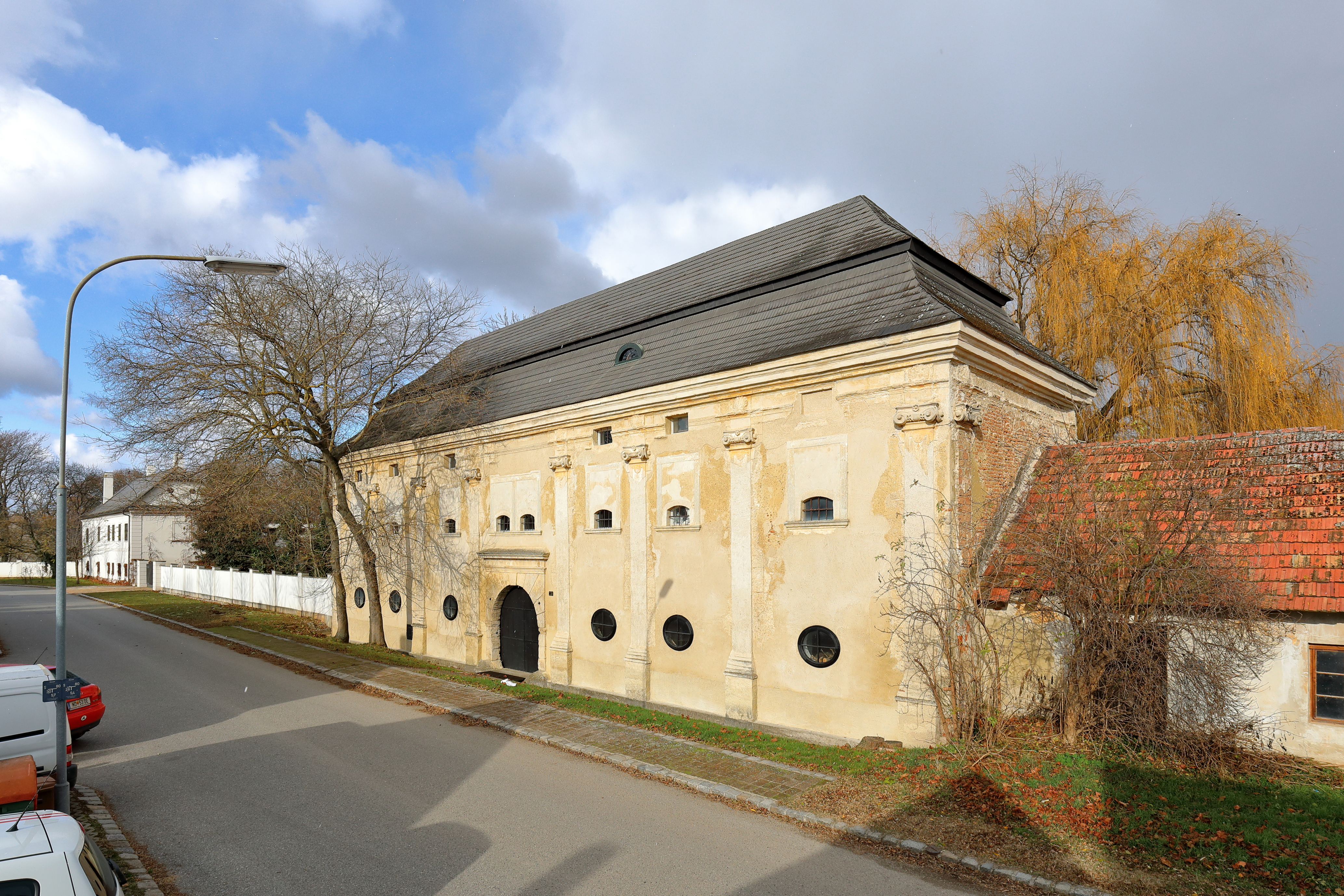
Das sogenannte „alte Schloss“ und links hinten das sogenannte „neue Schloss“
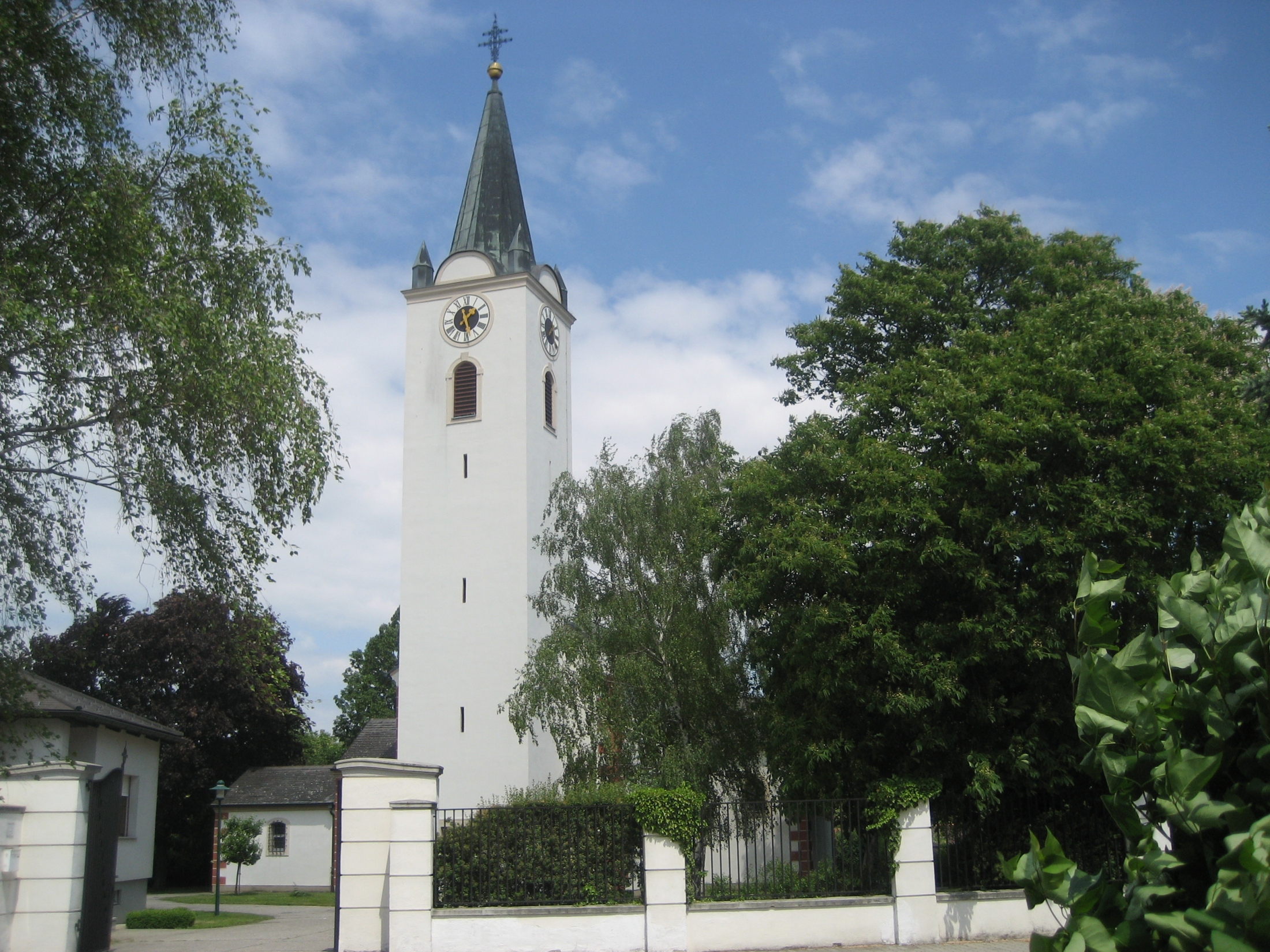
Römisch-katholische Kirche
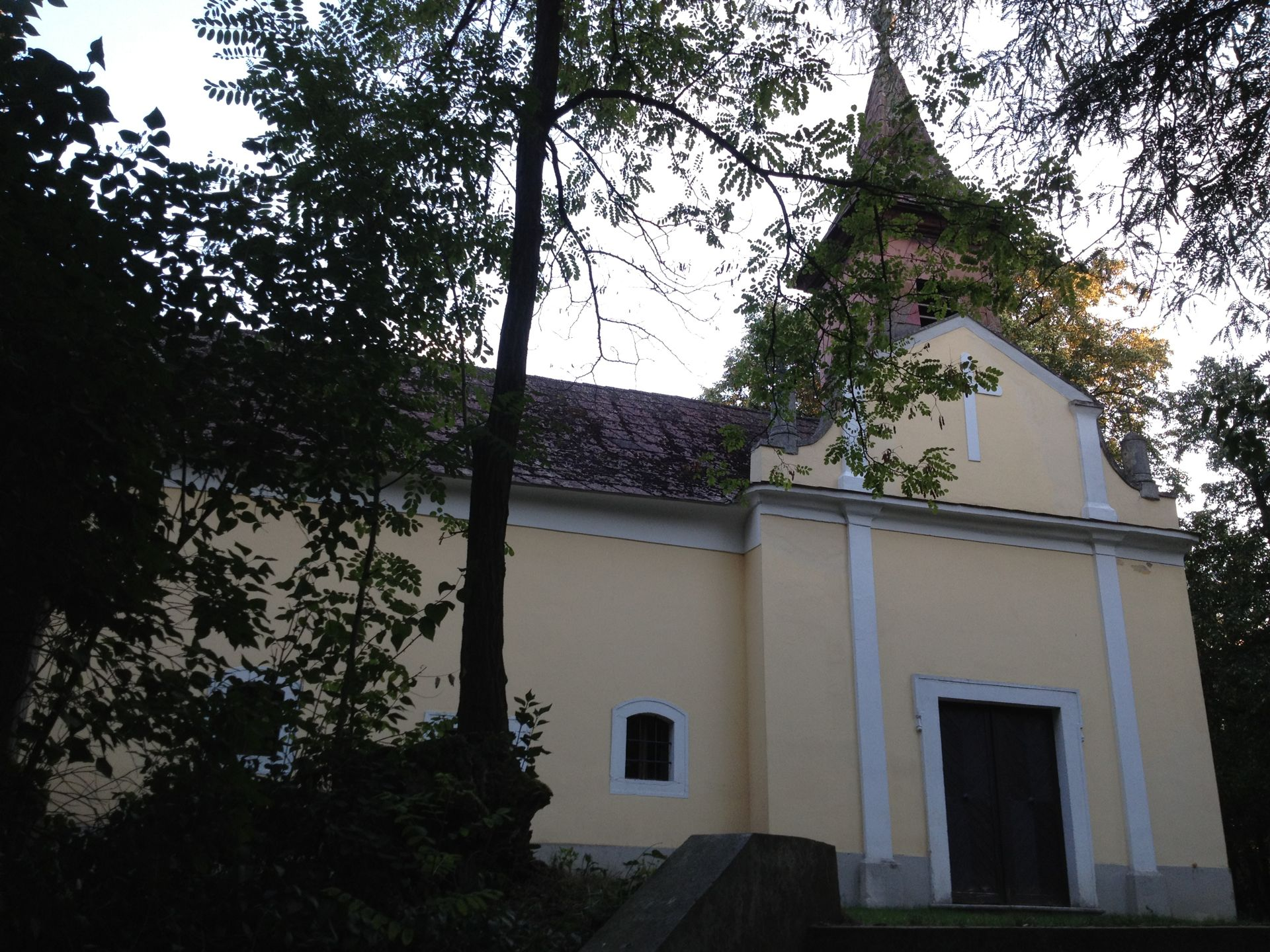
Denkmalgeschützte Annakapelle
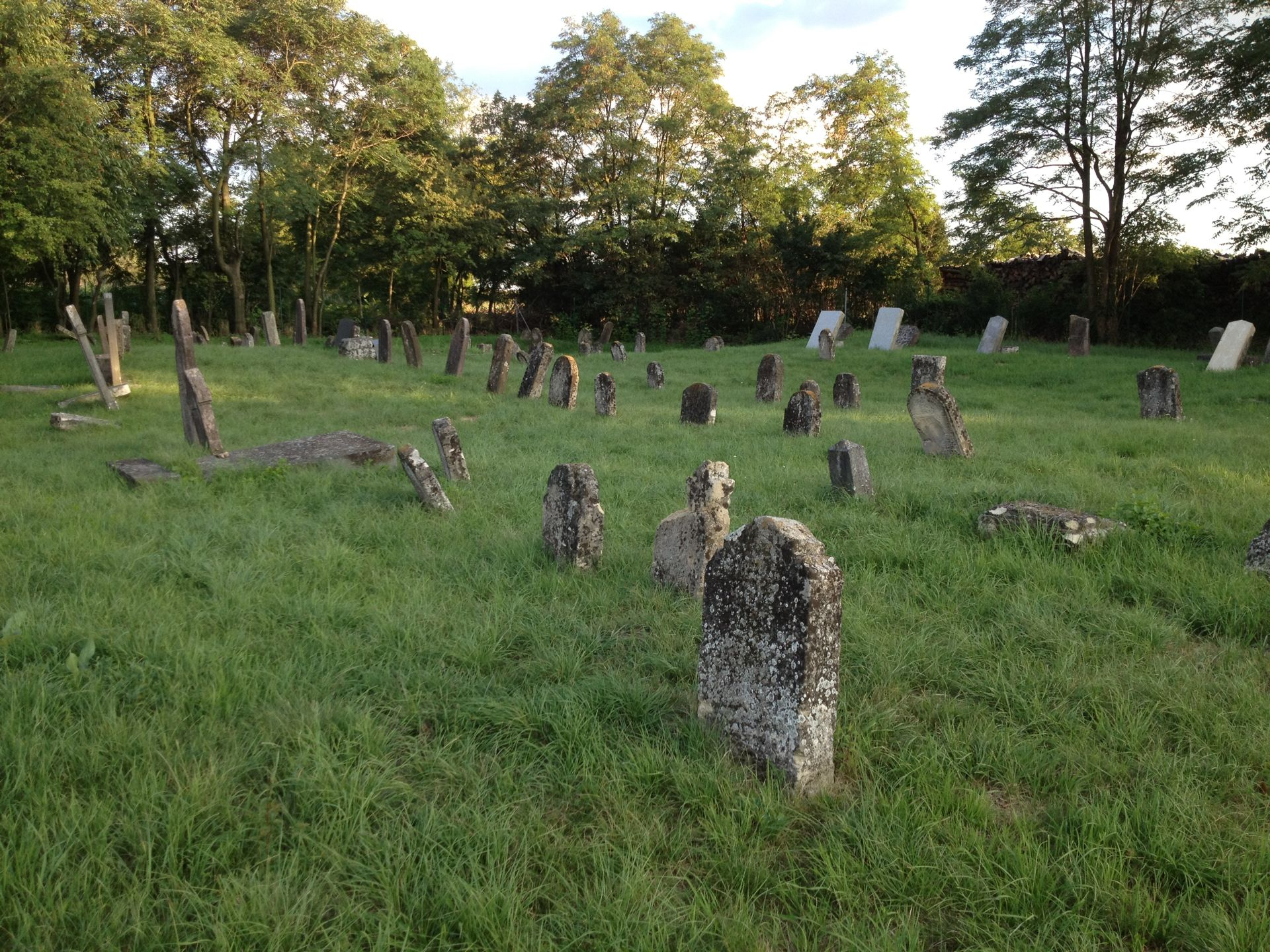
Jüdischer Friedhof Gattendorf
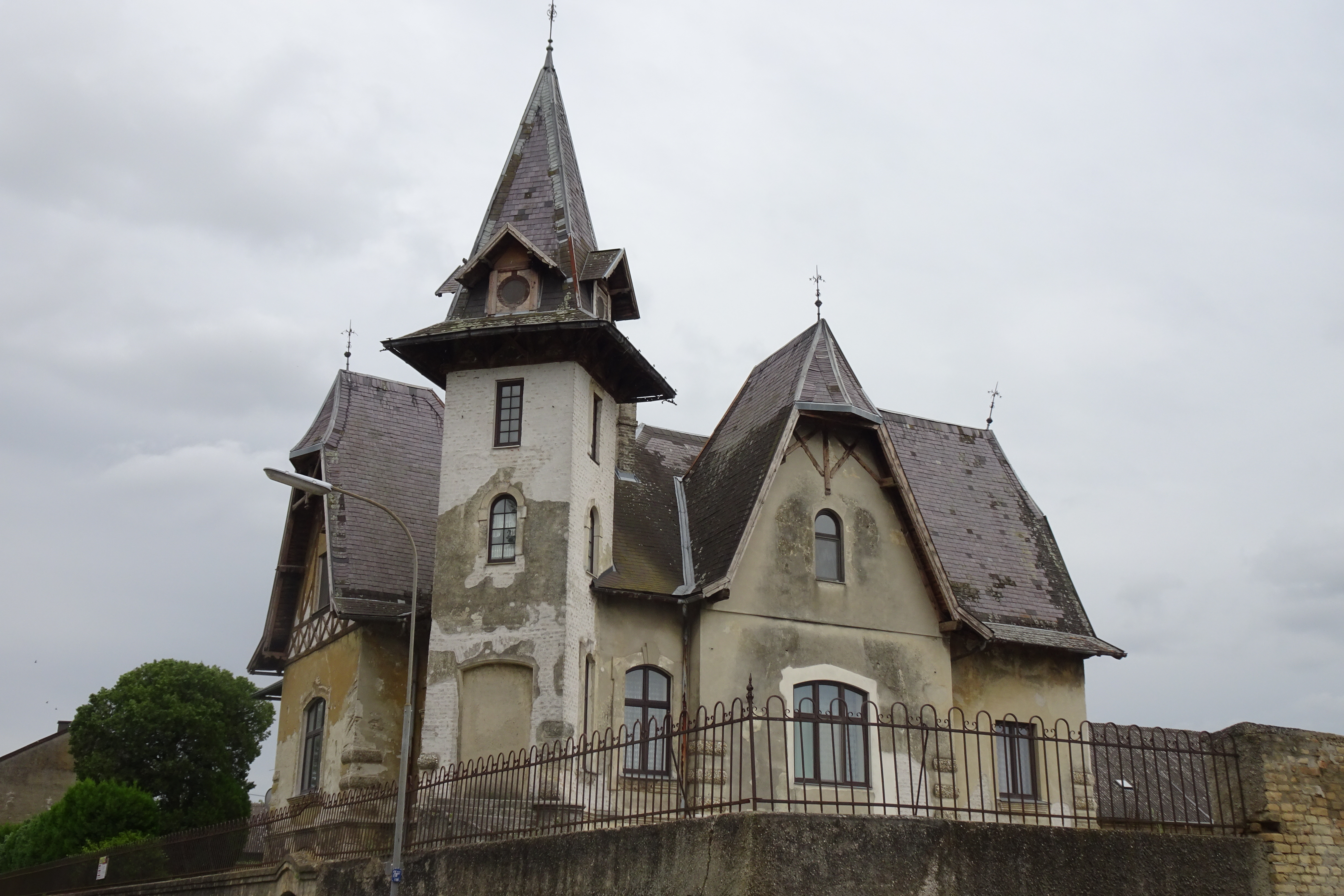
Die 1892 erbaute Villa Schreder